# Leonia Rudzka
Leonia Rudzka, właśc. Leontyna Barbara Rudzka (ur. 15 marca 1858 w majątku Wola Ługowa nad Pilicą, zm. 20 lutego 1929 w Konstancinie) – polska nauczycielka, właścicielka pensji dla dziewcząt w Warszawie

## Życiorys
Urodziła się w rodzinie Józefa, właściciela majątku Wola Ługowa nad Pilicą i Anny z Domańskich. Ukończyła pensję Heleny Budzińskiej w Warszawie. Po zdaniu egzaminu nauczycielskiego dla szkół żeńskich podjęła pracę nauczycielki języka niemieckiego i geografii na pensji Jadwigi Papi w Warszawie. W roku 1887 została właścicielką tej pensji oraz pensjonatu dla uczennic. Pensja znajdowała się przy ulicy Zielnej 13. Rudzka prowadziła ją aż do śmierci.
Do I wojny światowej pensja poza oficjalną działalnością pedagogiczną prowadziła tajne nauczanie przedmiotów zabronionych tj. języka polskiego, literatury i historii narażając prowadzącą na policyjne represje.
W 1906 roku zorganizowała dwuletnie kursy pedagogiczne o kierunku humanistycznym i przyrodniczym. W latach 1916–1917, brała udział w pracach nad ujednolicaniem programów nauczania i egzaminów dojrzałości prowadzonych przez Departament Szkolny Tymczasowej Rady Stanu. Uczestniczyła w Międzynarodowym Zjeździe Nowej Szkoły w Locarno, w 1927 roku. 
Była właścicielką dwóch konstancińskich willi – „Leonówki” i „Białej”. W 1912 roku uruchomiła w „Leonówce” trzy pierwsze klasy nowej szkoły powszechnej z internatem. W 1929 roku, po jej śmierci, szkołę przejęły jej siostrzenice Maria i Jadwiga Domańskie i przekształciły ją w Gimnazjum Koedukacyjne Rozwojowe z internatem istniejące do 1936 roku. 
Zmarła w Konstancinie 20 lutego 1929 roku. Została pochowana na cmentarzu Powązkowskim w Warszawie (kwatera 41-5-12).

## Ordery i odznaczenia
- Krzyż Oficerski Orderu Odrodzenia Polski (30 kwietnia 1927)[2]